# Jacques Hamel
Jacques Hamel (Darnétal, 1930. november 30. – Saint-Étienne-du-Rouvray, 2016. július 26.) francia pap, a 2016-os roueni terrortámadás mártírja.

## Élete
Hamelt 1958. június 30-án szentelték pappá Rouenben. Lelkészként szolgált Le Petit-Quevilly-ben, a Szent Antal (Saint-Antoine), majd 1967-től Sotteville-lès-Rouen-ben, a Lourdes-i Miasszonyunk (Notre-Dame de Lourdes) templomban. 1975-től Saint-Pierre-lès-Elbeuf-ben, 1988-tól Cléon-ban tevékenykedett plébánosként. 2000-ben került Saint-Étienne-du-Rouvray-ba, ahol a Szent-István (Saint-Étienne) templomban 75 esztendősen való nyugdíjba vonulásáig plébánosként, azután kisegítő lelkészként dolgozott. Felszentelésének 50. évfordulóját 2008-ban ünnepelte.
Egy vallásközi bizottságban dolgozott Mohammed Karabilával, a normandiai regionális muszlim tanács elnökével együtt.

## Vértanúsága
2016. július 26-án, kedden a reggeli mise alatt, két, Iszlám Államnak hűséget esküdött terrorista berontott a templomba és túszul ejtett az ott található Hamelt, két hívőt és két apácát. A túszejtők „ti keresztények, felszámoltok minket” indoklással elvágták a térdre kényszerített pap torkát, és az egyik túszt is súlyosan megsebesítették. Végül – az egyikük pisztollyal a kezében – kifutottak a templomból „Allahu akbar” („Allah a leghatalmasabb”) kiáltással, ekkor lelőtte őket a rendőrség speciális egysége.
Roberto Maroni olasz politikus felszólította Ferenc pápát, hogy azonnal avassa szentté Jacques Hamelt. A felszólítást támogatók a #santosubito (azonnal szentté!) címkét használják a Twitteren.

## Fordítás
- Ez a szócikk részben vagy egészben  a   Jacques Hamel című angol Wikipédia-szócikk fordításán alapul.  Az eredeti cikk szerkesztőit annak laptörténete sorolja fel. Ez a jelzés csupán a megfogalmazás eredetét és a szerzői jogokat jelzi, nem szolgál a cikkben szereplő információk forrásmegjelöléseként.
- Ez a szócikk részben vagy egészben  a   Jacques Hamel című francia Wikipédia-szócikk fordításán alapul.  Az eredeti cikk szerkesztőit annak laptörténete sorolja fel. Ez a jelzés csupán a megfogalmazás eredetét és a szerzői jogokat jelzi, nem szolgál a cikkben szereplő információk forrásmegjelöléseként.